# Komisarz brygadowy
Komisarz brygadowy (ros. бригадный комиссар) akronim brigkom – specjalny stopień wojskowy dla wyższego korpusu politycznego Armii Czerwonej i Floty Czerwonej w latach 1935–1942. Odpowiednik kombriga w korpusie wojsk lądowych.